# HMS Swiftsure (S126)
Pour les autres navires du même nom, voir HMS Swiftsure.
Le HMS Swiftsure (pennant number : S126) est un sous-marin nucléaire d'attaque britannique de la Royal Navy, navire de tête de la classe Swiftsure. Entré en service en 1973, il a servi jusqu’en 1992.

## Engagements
Le HMS Swiftsure a été commandé le 3 novembre 1967, en tant que premier navire de sa classe, et sa quille a été posée le 6 juin 1969 au chantier naval Vickers-Armstrongs à Barrow-in-Furness. Il a été lancé le 7 septembre 1971 et mis en service le 17 avril 1973. Le coût de construction du Swiftsure était de 37,1 millions de livres sterling,.
Le HMS Swiftsure est devenu célèbre pour une mission afin d’acquérir la signature acoustique du porte-avions soviétique Kiev. Après avoir localisé un nouveau son acoustique unique au monde qui indiquait la présence du Kiev, le HMS Swiftsure est resté caché sous lui pendant plusieurs heures, avec son périscope levé à seulement 10 pieds sous la coque du porte-avions, permettant ainsi à l’équipage de prendre des photos et d’enregistrer la signature acoustique du navire. Cela a été révélé en 2013 dans le cadre de la série documentaire de la BBC Cold War (en français : guerre froide).
Le HMS Swiftsure est arrivé à HMNB Devonport en janvier 1979 pour son premier carénage prévu. Cependant, en raison d’un conflit industriel, le carénage n’a commencé qu’en avril 1980, 15 mois après l’arrivée du bateau à Devonport. Malgré une déclaration faite à la Chambre des communes à la mi-novembre 1981, selon laquelle le carénage serait achevé à la mi-1982, le carénage du Swiftsure a finalement été achevé en mars 1983, pour un coût total de 85 millions de livres sterling.
Le HMS Swiftsure devait avoir un deuxième carénage en 1992, mais au lieu de cela, il a été mis hors service cette année-là. On cite souvent, comme motif de ce désarmement prématuré, des dommages qui auraient été subis par la coque sous pression lors d’essais en mer. Maintenant cela est considéré comme faux. On croit que la raison du désarmement prématuré du bateau est la découverte de fissures dans son réacteur nucléaire lors d’un entretien. Son cœur nucléaire a été retiré en toute sécurité en juin 1992.
En 1992, il est stocké à flot dans un bassin du chantier naval de Rosyth, en attente de démantèlement dans le cadre du projet de démantèlement des sous-marins (Submarine Dismantling Project ou SDP) du ministère de la Défense. À partir d’août 2016, il a fait l’objet de visites périodiques pour des inspections de préservation et d’entretien. Il sera le premier sous-marin, ou « démonstrateur », à subir un démantèlement par le biais du SDP,.
Le démantèlement commence en août 2023 et doit se terminer fin 2026.